# Franco da Rocha
Franco da Rocha este un oraș în São Paulo (SP), Brazilia.